# Калинівська селищна рада (Великоолександрівський район)
Калинівська се́лищна ра́да (до 2016 року — Калінінська) — адміністративно-територіальна одиниця та орган місцевого самоврядування в Великоолександрівському районі Херсонської області. Адміністративний центр — селище міського типу Калинівське.

## Загальні відомості
- Територія ради: 4,573 км²
- Населення ради: 2 876 осіб (станом на 2001 рік)
- Територією ради протікає річка Інгулець

## Населені пункти
Селищній раді підпорядковані населені пункти:
- смт Калинівське
- с. Зелений Гай
- с. Краснолюбецьк
- с. Новополтавка

## Склад ради
Рада складається з 20 депутатів та голови.
- Голова ради:
- Секретар ради: Першина Наталія Олександрівна

### Керівний склад попередніх скликань
| Прізвище, ім'я, по батькові  | Основні відомості                                                                    | Дата обрання | Дата звільнення |
| ---------------------------- | ------------------------------------------------------------------------------------ | ------------ | --------------- |
| Явтушенко Валерій Григорович | Селищний голова, 1962 року народження, член Всеукраїнського об'єднання «Батьківщина» | 26.03.2006   | 31.10.2010      |

Примітка: таблиця складена за даними сайту Верховної Ради України

### Депутати
За результатами місцевих виборів 2010 року депутатами ради стали:

#### За суб'єктами висування
| Суб'єкт висування                                       | Кількість обраних депутатів | %  |
| ------------------------------------------------------- | --------------------------- | -- |
| Партія регіонів                                         | 9                           | 45 |
| Комуністична партія України                             | 7                           | 35 |
| Політична партія Всеукраїнське об'єднання «Батьківщина» | 4                           | 20 |

#### За округами
| № округу                                                | Прізвище, ім'я, по батькові   | Дата визнання обраним | Освіта             | Партійна приналежність                        | Відомості про обраного депутата                                                               |
| ------------------------------------------------------- | ----------------------------- | --------------------- | ------------------ | --------------------------------------------- | --------------------------------------------------------------------------------------------- |
| Комуністична партія України                             |                               |                       |                    |                                               |                                                                                               |
| 1                                                       | Власенко Софія Степанівна     | 03.11.2010            | вища               | позапартійна                                  | Великоолександрівська районна державна адміністрація, спеціаліст І категорії                  |
| 7                                                       | Федюшин Віктор Констянтинович | 03.11.2010            | середня            | позапартійний                                 | Калінінська школа-інтернат № 2, завгосп                                                       |
| 8                                                       | Чабан Віктор Григорович       | 03.11.2010            | вища               | позапартійний                                 | підприємець                                                                                   |
| 11                                                      | Юхимов Микола Васильович      | 03.11.2010            | середня            | позапартійний                                 | пенсіонер                                                                                     |
| 15                                                      | Бондар Любов Миколаївна       | 03.11.2010            | вища               | позапартійна                                  | Калінінська школа-інтернат № 1, директор                                                      |
| 18                                                      | Бритов Петро Михайлович       | 03.11.2010            | вища               | член Комуністичної партії України             | пенсіонер                                                                                     |
| 20                                                      | Першина Наталія Олександрівна | 03.11.2010            | вища               | позапартійна                                  | Калінінська селищна рада, секретар                                                            |
| Партія регіонів                                         |                               |                       |                    |                                               |                                                                                               |
| 2                                                       | Гусненко Наталія Всеволодівна | 03.11.2010            | вища               | член Партії регіонів                          | Калінінська школа-інтернат № 2, вихователь                                                    |
| 3                                                       | Черкащина Наталія Миколаївна  | 03.11.2010            | вища               | член Партії регіонів                          | Калінінська школа-інтернат № 2, вчитель                                                       |
| 4                                                       | Кобець Лариса Володимирівна   | 03.11.2010            | вища               | член Партії регіонів                          | Калінінська загальноосвітня школа, завуч                                                      |
| 5                                                       | Балінова Валентина Зіновіївна | 03.11.2010            | вища               | член Партії регіонів                          | Калінінська школа-інтернат № 1, вихователь                                                    |
| 10                                                      | Крушельницька Алла Степанівна | 03.11.2010            | середня спеціальна | член Партії регіонів                          | Калінінська лікарська дільниця загальної практики — сімейної медицини, медична сестра         |
| 12                                                      | Мацак Лариса Вікторівна       | 03.11.2010            | вища               | член Партії регіонів                          | Калінінська школа-інтернат № 2, техпрацівник                                                  |
| 14                                                      | Гракова Тетяна Михайлівна     | 03.11.2010            | середня спеціальна | член Партії регіонів                          | Калінінський дошкільний навчальний заклад, завідувачка                                        |
| 16                                                      | Саніна Євгенія Філімонівна    | 03.11.2010            | середня            | член Партії регіонів                          | пенсіонер                                                                                     |
| 17                                                      | Франасюк Євгенія Леонідівна   | 03.11.2010            | середня спеціальна | член Партії регіонів                          | Калінінська школа-інтернат № 2, вихователь                                                    |
| Політична партія Всеукраїнське об'єднання «Батьківщина» |                               |                       |                    |                                               |                                                                                               |
| 6                                                       | Токарь Вікторія Олегівна      | 03.11.2010            | середня спеціальна | член Всеукраїнського об'єднання «Батьківщина» | Калінінська селищна рада, інспектор                                                           |
| 9                                                       | Труханова Надія Іванівна      | 03.11.2010            | середня спеціальна | член Всеукраїнського об'єднання «Батьківщина» | Калінінська лікарська дільниця загальної практики — сімейної медицини, молодша медична сестра |
| 13                                                      | Працюк Жанна Василіївна       | 03.11.2010            | середня спеціальна | член Всеукраїнського об'єднання «Батьківщина» | Калінінська лікарська дільниця загальної практики — сімейної медицини, старша медична сестра  |
| 19                                                      | Мацак Ганна Іванівна          | 03.11.2010            | середня            | член Всеукраїнського об'єднання «Батьківщина» | Новополтавська НСШ, техпрацівник                                                              |